# Stari Novakî, Luhînî
Stari Novakî (în ucraineană Старі Новаки) este un sat în comuna Stepanivka din raionul Luhînî, regiunea Jîtomîr, Ucraina.

## Demografie
Componența lingvistică a localității Stari Novakî
     Ucraineană (98,76%)
     Alte limbi (1,24%)
Conform recensământului din 2001, majoritatea populației localității Stari Novakî era vorbitoare de ucraineană (98,76%), existând în minoritate și vorbitori de alte limbi.